# Siegel Washingtons
Das Siegel des US-Bundesstaats Washington ist seit dem Jahr 1967 in Gebrauch.

## Gestaltung
Das Siegel von Washington zeigt ein Porträt von George Washington, dem ersten US-Präsidenten. 
Es beruht auf einem Werk von Gilbert Stewart und wird seit 1967 verwendet.
Der äußere Ring enthält die Worte Das Siegel des Staates Washington und die Zahl 1889, dies ist das Jahr, in dem Washington Bundesstaat der USA wurde.

## Geschichte

Flagge Washingtons

Das Siegel wurde 1889 von dem Juwelier Charles Talcott entworfen und befindet sich seit 1923 ebenfalls auf der Flagge Washingtons.
Ursprünglich sollte der Mount Rainier im Siegel dargestellt werden, doch Talcott schlug das Bildnis Washington vor und setzte sich mit diesem Vorschlag durch.